# Straight Outta Compton (singolo)
Straight Outta Compton è un singolo del gruppo rap statunitense N.W.A, il primo estratto dall'album omonimo, pubblicato il 10 luglio 1988 per le etichette discografiche Ruthless Records e Priority Records. Il brano è inoltre presente nelle raccolte Greatest Hits e The Best of N.W.A - The Strength of Street Knowledge. È stata classificata come la 19ª tra le 100 migliori canzoni rap di sempre dal sito About.com; la rivista Rolling Stone la classica al nono posto delle migliori canzoni hip hop di tutti i tempi.
Nel 2015, ben 27 anni dopo la sua prima pubblicazione, Straight Outta Compton raggiunse la posizione numero 38 della Billboard Hot 100, grazie all'uscita nelle sale cinematografiche del film omonimo e dell'ultimo album in studio di Dr. Dre, Compton, diventando così il primo brano del gruppo a raggiungere la top 40 statunitense. Ciò fu dovuto al fatto che per molti anni gli N.W.A furono banditi dalle radio a partire dagli anni '80.

## Descrizione
La prima strofa del brano è rappata da Ice Cube, mentre MC Ren procede con la seconda strofa. A fare da introduzione alla terza ed ultima strofa, rappata da Eazy-E, figura invece la voce di Dr. Dre.

## Omaggi
Il brano, in particolar modo il primo verso della prima strofa, rappata da Ice Cube, viene spesso citata dagli altri rapper, a volte anche da Cube stesso.

## Videoclip
Per il singolo fu anche realizzato un apposito videoclip, che presenta le apparizioni di tutti i membri del gruppo, con l'apparizione aggiuntiva di Krazy Dee. Il video mostra il gruppo mentre cammina per le strade della città di Compton. Durante le loro rispettive strofe Ice Cube ed MC Ren vengono arrestati dalla polizia e trattenuti in un van. Eazy-E rappa la propria strofa mentre quest'ultimo è intento ad urlare contro il poliziotto che ha arrestato i suoi due colleghi, che però lo ignora completamente. Il van della polizia viene infine preso a sassate dai residenti del quartiere in cui si trovavano precedentemente. Il videoclip, mandato in onda per la prima volta nel maggio del 1989, fu diretto da Rupert Wainwright.

## Tracce
1. Straight Outta Compton – 4:26 (testo: O'Shea Jackson Sr., Lorenzo Jerald Patterson, Tracy Lynn Curry – musica: Dr. Dre, DJ Yella)
2. Fuck tha Police – 5:43 (testo: O'Shea Jackson Sr., Lorenzo Jerald Patterson – musica: Dr. Dre, DJ Yella)

## Classifiche
| Classifica (2011–15)      | Posizione massima |
| ------------------------- | ----------------- |
| Regno Unito               | 66                |
| Stati Uniti               | 38                |
| Stati Uniti (R&B/Hip-Hop) | 13                |
| Stati Uniti (Rap)         | 9                 |